# Signo de estimación

Signo de estimación.

El signo de estimación (℮) es una marca que por ley debe ser añadida a la masa o volumen nominal impreso en productos preempaquetados en venta en la Unión Europea. Certifica que el contenido real del paquete cumple los criterios exigidos de estimación:
- La cantidad media de producto en un lote de paquetes no es menor que la especificada en el paquete.
- Ningún paquete tiene un error por defecto superior al doble del límite establecido.

Tolerancia de error absoluto.

Tolerancia de error relativo.

| Masa (g) o capacidad (ml) nominal | Error máximo tolerable por defecto |
| --------------------------------- | ---------------------------------- |
| 5-50                              | 9%                                 |
| 50-100                            | 4,5 g o ml                         |
| 100-200                           | 4,5%                               |
| 200-300                           | 9 g o ml                           |
| 300-500                           | 3%                                 |
| 500-1000                          | 15 g o ml                          |
| 1000-10000                        | 1,5%                               |

- Datos: Q472548
- Multimedia: Estimated sign / Q472548